# 边缘云
边缘云（英語：edge cloud）是发生在网络边缘的云计算。云资源（例如服务器、存储和网络设备）更加靠近数据生成的位置和用户所在的位置，更加远离网络基础设施核心，例如中央数据中心或私有云，因此称其为“边缘”。具体来说，边缘就是生成或使用数据的地方。边缘云的目标是通过合理的分配云资源位置来减少云服务的数据延迟，并保证高可用性。

## 应用
边缘云旨在将计算和处理置于数据生成位置附近，解决了云服务和本地服务器或客户端连接丢失的问题，适合物联网、5G网络部署、自动驾驶、智慧城市等高并发、海量数据、数据实时处理类场景。边缘云在军事方面也有特殊价值。例如无人机收集的数据更适合在边缘处理以加速决策链条。

## 特征
- 靠近数据生成：边缘云将云资源部署在更靠近数据生成的地方。
- 去中心化架构：与传统云计算不同，边缘云遵循去中心化架构。 边缘设备（包括路由器、网关和物联网设备）在本地执行计算和数据存储任务，而无需严重依赖与集中式服务器的连接。
- 可扩展性：边缘云比传统云计算模型提供了更大的可扩展性和灵活性。 用户可以根据需要添加或删除边缘设备来快速扩展其边缘基础设施。
- 混合边缘云架构：虽然边缘云提供了许多好处，但它并不能完全取代集中云基础设施的需求。 相反，组织越来越多地采用混合边缘云架构，结合边缘计算和云计算的优势。[4]

## 挑战
边缘云作为一种复杂的IT架构，带来了一些挑战：
- 边缘设备管理：管理分散在多个位置（很可能硬件配置也不同）的边缘设备可能非常困难。确保服务器的正确配置、安全更新和维护是一项挑战。
- 网络可靠性：边缘云依赖边缘设备与集中云之间的稳定连接。同时保持多地的网络稳定连接可能很困难。
- 可扩展性和资源管理：边缘环境中无缝扩展资源，以及后续的负载均衡可能很困难，通常你需要一个设计得很好的分布式架构来支撑你的存储集群和计算资源。[1]
- 安全和隐私：边缘计算带来了组织必须解决的独特安全和隐私挑战。 这些挑战涉及数据的完整性和机密性。 由于边缘设备通常部署在物理脆弱或不受控制的环境中，因此更容易受到物理篡改、未经授权的访问或网络安全威胁。[5]